# Wenn jeder Tag ein Sonntag wär
Pour plus de détails, voir Fiche technique et Distribution.
Wenn jeder Tag ein Sonntag wär (en français Si chaque jour était dimanche) est un film allemand réalisé par Harald Vock, sorti en 1973.

## Synopsis
Karl Maria Wegner, responsable de l'agence de voyage Wegner, est un bourreau de travail, c'est pourquoi lui et sa famille (son épouse Mathilde et ses enfants Erich et Gaby) n'ont jamais été en vacances. Quand Mathilde envisage de partir en Espagne avec les enfants, Karl a déjà d'autres projets. Il emmène sa famille dans l'un de ses hôtels en Carinthie, dont il veut vérifier la qualité sous un faux nom. Le directeur de l'hôtel est informé qu'un responsable doit arriver, mais il prend Bubi Berger pour Wegner. Il est en vacances avec sa mère folle d'histoires policières et est très surpris d'avoir la meilleure suite et un vin de bienvenue.
Wegner et sa famille sont logés dans une petite pièce sans eau courante ni vue sur le lac et sont maltraités par le directeur de l'hôtel lorsqu'ils veulent se plaindre. Cependant, Wegner a un problème entièrement différent ; Elfriede est également à l'hôtel, il y a quelque temps il s'est réveillé avec elle dans le même lit après une nuit de beuverie. Elle essaie maintenant de lui extorquer une bague en diamant, sinon elle pourrait parler à sa femme de l'incident nocturne.
La fille Gaby est entre-temps tombée amoureuse du serveur Walter, le neveu du garde-chasse Anger. Il gère un parc animalier non loin du complexe hôtelier et est lourdement endetté. Wegner a remboursé la dette il y a quelque temps, alors maintenant qu'Anger ne peut pas la rembourser à Wegner, il est sur le point de vendre la parcelle de forêt. Il sait que Wegner veut construire des maisons de vacances sur le site, c'est pourquoi il repousse sans cesse la vente. Il veut surtout épargner à sa nièce Monika la mauvaise nouvelle, puisqu'elle a grandi dans la nature.
Il y a confusion. Wegner a laissé Berger sur le fait que tout le monde pense qu'il est le patron, et Berger profite de sa nouvelle "position de pouvoir". Anger, à son tour, approche Berger avec une demande de reconsidérer la construction de la maison de vacances, mais Berger décline le rôle de Wegner. Comme la mère de Berger lit constamment des romans policiers, elle soupçonne chacun d'eux d'être un voleur ou un kidnappeur potentiel et soupçonne Elfriede de lui avoir volé une bague. Les Wegner, qui ont fait placer tous leurs bijoux dans le coffre-fort de l'hôtel, soupçonnent également un voleur lorsque leur boîte leur est rendu vide. En réalité, sa boîte fut confondue avec celle de Mme Berger. Wegner et Berger poursuivent Elfriede, partie en bateau, mais sont ensuite poursuivis par la police et se retrouvent dans le parc animalier, où ils peuvent découvrir la nature et l'originalité du mensonge de chacun.
À la demande d'Erich et Walter, Gaby interprète deux chansons lors d'un concours de talents organisé par l'hôtel. Walter découvre la véritable identité de Gaby par un ami et la provoque, après quoi elle le quitte. La petite amie de Walter, à son tour, est une amie d'école de Gaby, dont elle apprend que Walter connaît sa véritable identité. Les deux se réconcilient à la fin. Et tout se passe bien pour Anger aussi. Comme Wegner se sent de nouveau un petit garçon dans les bois lors de la dernière grillade de viande sur un feu ouvert, il renonce à ses projets de construction ; il préfère désormais faire rénover le petit hôtel du garde-chasse afin de permettre des vacances proches de la nature. Finalement Wegner avoue à sa femme la nuit avec Elfriede, il n'a finalement pas à s'inquiéter du chantage.

## Fiche technique
- Titre original : Wenn jeder Tag ein Sonntag wär
- Réalisation : Harald Vock
- Scénario : Harald Vock sous le nom de Sven Freiheit
- Musique : Gerhard Heinz (de)
- Photographie : Heinz Hölscher
- Montage : Ingrid Bichler
- Production : Wolfgang Weber
- Société de production : Lisa Film, Divina-Film
- Société de distribution : Gloria
- Pays d'origine :  Allemagne de l'Ouest
- Langue : Allemand
- Format : Couleur - 1,66:1 - mono - 35 mm
- Genre : Comédie
- Durée : 89 minutes
- Dates de sortie :
  - Allemagne de l'Ouest : 19 octobre 1973.
  - Autriche : 1er novembre 1973.

## Distribution
- Georg Thomalla : Karl Maria Wegner
- Lotte Ledl : Mathilde Wegner
- Ireen Sheer : Gaby Wegner, la fille
- Markus Ramershoven : Erich Wegner, le fils
- Heinz Reincke : Bubi Berger
- Rose Renée Roth : Mme Berger
- Peter Weck : le directeur de l'hôtel
- Chris Roberts : Walter
- Rudolf Prack : Raimund Anger
- Christiane Rücker (de) : Elfriede Klette
- Ute Kittelberger : Monika
- Alexander Grill (de) : le commissaire de bord

## Production
Le film est tourné à l'été à Klagenfurt et Velden am Wörther See.
Les chansons du film sont de Gerd Eisenmann, Ralph Siegel et Willibald Quanz. Ireen Sheer chante les titres Goodbye Mama et Und wenn die Sonne scheint, denkt keiner an den Regen, tandis que Chris Roberts chante Warum et Kesse Küsse.